# Fundi
Fundi (łac. Fundanus, wł. Fondi) – stolica historycznej diecezji w Italii erygowanej w roku 237, a włączonej w 1818 w skład archidiecezji Gaeta. 
Biskupstwo w Fondi erygowano w 237 roku. Od V wieku było patrymonium Kościoła. W 844 Fondi zostało zniszczone przez Arabów. W końcu XIII wieku przeszło w posiadanie rodu Gaetani. Z ich pomocą kardynałowie francuscy wybrali w Fondi antypapieża Klemensa VII (w 1378). W 1534 i 1594 ponownie niszczone przez Arabów i zaczęło podupadać. W 1818 zostało połączone przez papieża Piusa VII z diecezją Gaety.
Współczesne miasto Fondi w prowincji Latina we Włoszech. Obecnie katolickie biskupstwo tytularne ustanowione w 1968 przez papieża Pawła VI.

## Biskupi tytularni
| Lp. | Biskup                 | Funkcja                  | Od                | Do                   |
| --- | ---------------------- | ------------------------ | ----------------- | -------------------- |
| 1   | Ubaldo Calabresi       | nuncjusz apostolski      | 3 lipca 1969      | 14 czerwca 2004      |
| 2   | Luigi Ernesto Palletti | biskup pomocniczy Genui  | 18 grudnia 2004   | 20 października 2012 |
| 3   | Giuseppe Sciacca       | urzędnik Kurii Rzymskiej | 10 listopada 2012 |                      |